# François Marc Modzom
François-Marc Modzom est un journaliste, enseignant et directeur d'école camerounais. Il occupe le poste de directeur de l'École supérieure des Sciences et Techniques de l'Information et de la Communication (ESSTIC) de l'Université de Yaoundé II,.

## Biographie

### Enfance, éducation et débuts
François-Marc Modzom effectue sa formation initiale en journalisme à l'ESSTIC, où il est vice-major de sa promotion de 1984 à 1987. Quatre ans plus tard, il obtient un diplôme de spécialisation en journalisme politique en 1993, en sortant major de sa promotion. Il poursuit sa formation à l'école de journalisme de Strasbourg, où il obtient un diplôme de troisième cycle en journalisme européen en 1999. En 2004, il fait partie de la première promotion de l'unité de formation doctorale de l'ESSTIC. L'année suivante, il obtient un Master/DEA en Sciences de l'information et de la Communication. En mai 2015, il soutient une thèse de doctorat (PhD) en Sciences de l'Information de la Communication, avec la mention Très honorable. Sa thèse porte sur les « Silences présidentiels. Analyse des dispositifs et du traitement médiatique de la communication politique de Paul Biya, président de la République du Cameroun ».

### Carrière

#### CRTV
François-Marc Modzom commence sa carrière de journaliste à la CRTV en 1987. En 1996, il est nommé « Grand reporter ». Il occupe plusieurs postes au sein de la CRTV, notamment rédacteur en chef adjoint des informations télévisées (1999-2000) et secrétaire de rédaction radio (2000-2004). Il est ensuite rédacteur en chef central radio pendant une dizaine d'années,. En 2015, il est nommé directeur délégué de l'Institut de formation et de conservation du patrimoine audiovisuel de la CRTV, où il travaille pendant six ans. Le 25 juin 2021, il revient à la radio en tant que directeur central du pôle radio de la CRTV.
Parallèlement à sa carrière de journaliste, François-Marc Modzom enseigne à l'ESSTIC à partir de 1993 en tant que vacataire. En 2009, il est recruté comme enseignant assistant à l'Université de Yaoundé 2 pour l'ESSTIC, où il enseigne au département Radio. Il est promu chargé de cours en 2016, puis maître de conférences en 2021.
Le 4 juillet 2023, François-Marc Modzom est nommé directeur de l'ESSTIC par décret présidentiel,,. Il prend officiellement ses fonctions lors d'une cérémonie d'installation le 10 juillet 2023, présidée par le recteur de l'Université de Yaoundé II-Soa, Adolphe Minkoa She. Il est le septième directeur de l'institution depuis sa création en 1970,. La CRTV lui rend hommage après 35 ans de service pour sa nomination à la tête de l'ESSTIC,.

#### ESSTIC
En tant que directeur de l'ESSTIC, François-Marc Modzom est responsable de plusieurs missions. Il doit organiser la session d'examens du second semestre et publier les résultats,.
Il est chargé d'achever les activités du cinquantenaire de l'ESSTIC avant fin septembre 2023. Il assure l'organisation du concours d'entrée à l'ESSTIC. Il supervise la délocalisation de l'ESSTIC vers le campus de Soa. Il veille à l'éthique et à la déontologie au sein de l'établissement,. Il est accusé par les étudiants de privilégier le département de journalisme au détriment des autres disciplines,.

## Polémique avec la corporation des journalistes
Ses propos sur le journalisme camerounais suscitent des réactions, notamment de la part de Séverin Tchounkeu, président de la commission de la carte de presse,. Il critique l'amateurisme et le mercenariat dans le journalisme camerounais. Il remet également en question le statut de journaliste de Séverin Tchounkeu. Benjamin Zebaze prend position contre les propos de François-Marc Modzom sur le statut de journaliste de Séverin Tchounkeu, rappelant que ce dernier est un des précurseurs des textes qui régulent le métier de journaliste au Cameroun. Il considère que la radio doit être au service et à la disposition des institutions étatiques, ce qui suscite des interrogations sur son impartialité.

## Distinctions
La "Promotion François Marc Modzom" de journalisme de l'ESSTIC est nommée en son honneur.

## Publications
Sa thèse de doctorat porte sur « Les silences présidentiels. Analyse des dispositifs et du traitement médiatique de la communication politique de Paul Biya, président de la République du Cameroun »,,.
Il est co-auteur de l'ouvrage intitulé Discours journalistique et construction des identités dans la presse camerounaise.